# フレデリック・ハミルトン・デイビー

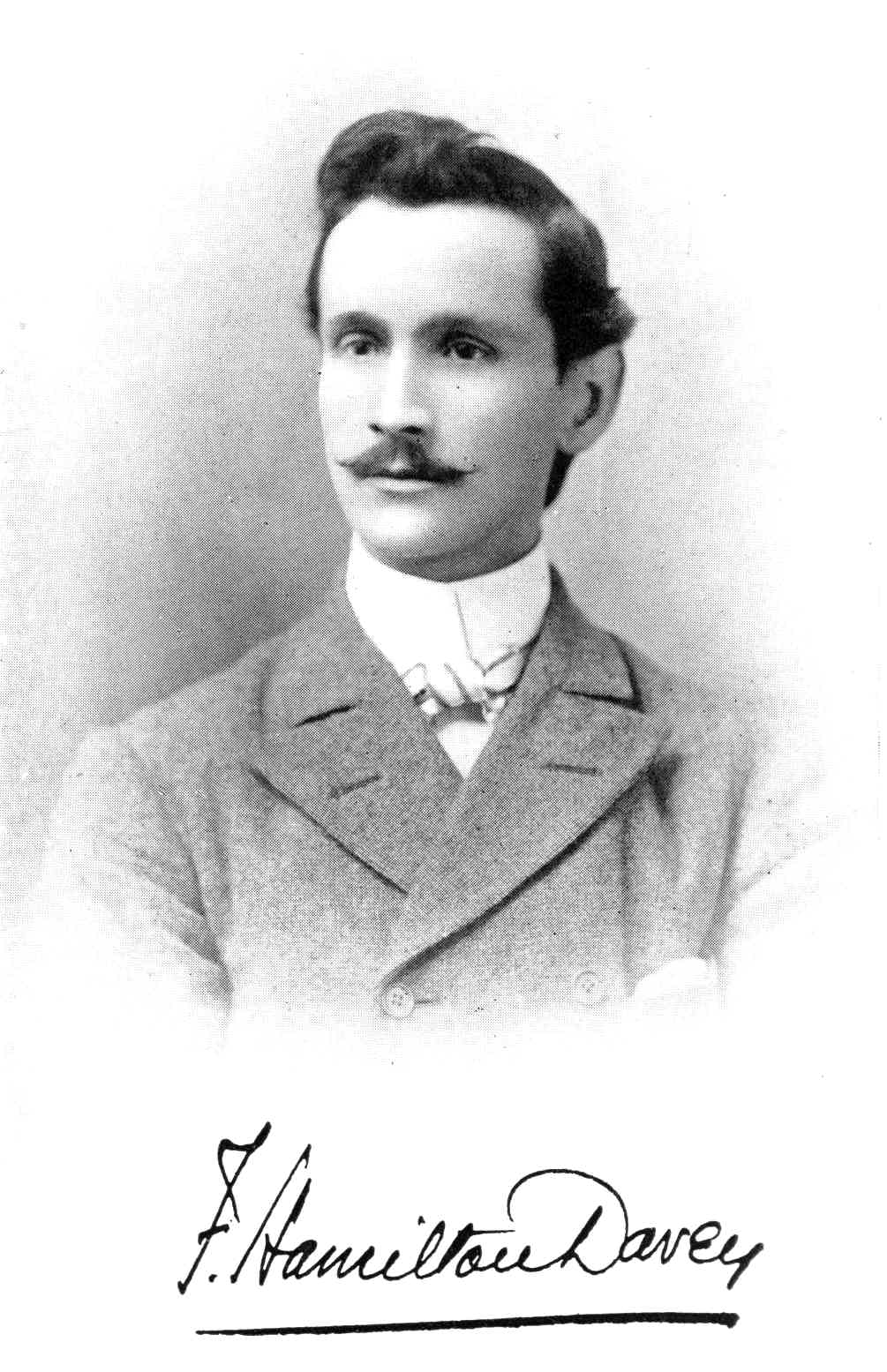
フレデリック・ハミルトン・デイビー

フレデリック・ハミルトン・デイビー（Frederick Hamilton Davey、1868年9月10日 - 1915年9月23日）はイギリスのアマチュア植物学者である。イングランド南部、コーンウォールの植物誌を研究した。

## 略歴
コーンウォール、Kennall Valeのポンサヌースに生まれた。大家族に生まれ11歳で学校をやめ、製粉会社で働いた。父親や地域牧師の励ましで自然科学の研究が趣味となった。病弱でしばしば病気に悩まされたが研究を続けた。1891年に23歳になったときコーンウォール技術会（Cornwall Polytechnic Society）に最初の論文を発表し、その後もいくつかの論文を発表し、多くの賞を得た。
1899年にインドで長く役人として働き、鳥類学者、植物コレクターで南ロンドン植物クラブの創立者のアラン・オクタヴィアン・ヒュームと知り合い、デヴォンやコーンウォールのフィールド研究に同行した。このことが契機で、デイビーの代表作「コンウォール植物誌」（"Flora of Cornwall"）の執筆を始めた。1900年に鉱山学校で化学などを学び、2年後には工場長の父親の助手を務めるようになった。しかし数年後、再び健康状態が悪化する。1911年には心筋梗塞とそれに伴う脳梗塞により、話すことができなくなった。1915年に47歳で没した。生涯独身だった。
1909年の「コンウォールの植物誌」はコーンウォールの植物に関するスタンダードワークで、ヒュームのデヴォンやコーンウォールへの同行やヒュームの資金で出版されたことに感謝を捧げている。1576年のものから残されているコーンウォールの植物に関する文書からデイビーの時代までの文献をまとめ、コンウォールを8つの地域に分けて植物相がまとめられた。コーンウォールの王立研究所を通じて集められたヴォランティアや、地元の新聞に寄せられた手紙の情報がデーヴィスによって編集され600ページの書籍となり、Chegwidden, Penrynから出版された。
ニレの樹の交配種、デイビーニレ（Davey Elm、学名Ulmus × hollandica Daveyi）にデイビーの名前がつけられた。